# Giannozzo Manetti
Giannozzo Manetti (Florença, 5 de junho de 1396 — Nápoles, 1459) foi um estadista e diplomata da Itália. De origem fiorentina, tornou-se um dos grandes responsáveis pelo conjunto de ideias que surgiram no primeiro período do Renascimento e que ficaram conhecidas como humanismo.
Hábil orador, foi um profundo conhecedor das línguas latina e grega, de onde traduziu algumas obras clássicas. Também estudou a língua hebraica.
É reconhecido como autor do livro De dignitate et excellentia hominis libri IV.